# Minas Gerais
Minas Gerais (en català Mines Generals) és un estat de la Regió Sud-est del Brasil, el quart en extensió, amb una superfície semblant a la de França: 588.384 km². Limita al nord i al nord-est amb Bahia, a l'est amb l'estat d'Espírito Santo, al sud-est amb Rio de Janeiro, al sud i sud-oest amb Sao Paulo, a l'oest amb Mato Grosso do Sul i al nord-oest amb Goiás.

## Història
L'ocupació de la regió es va iniciar el segle xvi, per bandeirantes paulistas que buscaven or i pedres precioses. El 1693, els primers descobriments importants d'or a les muntanyes de Sabarabuçu, als rius del Carmo i Tripuí van provocar una gran migració vers la regió. El 1696 va ser fundat el poble de La Nostra Senyora del Ribeirão del Carmo, el qual, el 1711, va esdevenir la primera freguesia de Minas Gerais, nucli original de l'actual municipi de Mariana.
El descobriment de les mines i l'explotació de l'or van desencadenar alguns conflictes, sent els més importants la Guerra dels Emboabas (1707-1710) i la Revolta de Felipe dos Santos.
A la primera meitat del segle xviii, Minas Gerais ja era el centre econòmic de la colònia, amb un ràpid creixement de la seva població. El 1709 va ser creada la Capitania (divisió administrativa colonial) de São Paulo e Minas de Ouro, separada de la Capitania de Rio de Janeiro. El 1720, la Capitania de Minas Gerais va ser separada de la Capitanía de São Paulo, tenint com a capital Vila Rica (actual ciutat d'Ouro Preto). No obstant això, la producció d'or va començar a caure al voltant del 1750, el que va portar Portugal a buscar altres mitjans per a augmentar la recaptació d'impostos, provocant una revolta popular coneguda com Inconfidência Mineira el 1789.
Després de la independència del Brasil el 1822, Minas Gerais fou una província de l'Imperi del Brasil. Amb la proclamació de la república en 1889, fou un Estat de la federació.

## Geografia

### Població
Minas Gerais es troba entre els paral·lels de 14° 13′ 58″ i 22° 54′ 00″ de latitud sud, i entre els meridians de 39° 51′ 32″ i 51° 02′ 35″ a l'oest de Greenwich. És el segon estat brasiler pel que fa al nombre d'habitants, amb 21 milions d'habitants que es distribueixen en 863 municipis. La seva capital i ciutat més poblada és Belo Horizonte, amb 2,4 milions d'habitants (més de 5 milions a la regió metropolitana, anomenada Gran Belo Horizonte o Gran BH). Altres ciutats importants són: Contagem (situada a la Gran BH), Uberlândia, Juiz de Fora, Santo Antônio do Monte i Itabira (2004). Santa Cruz de Minas, el municipi més petit del Brasil, està a Minas Gerais.

### Relleu

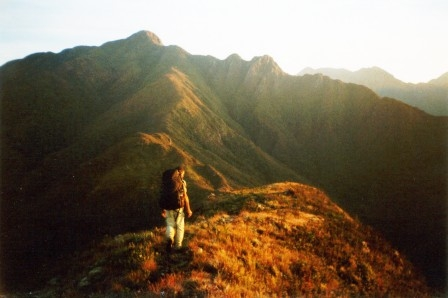
Serra da Mantiqueira

Les més grans altituds es troben a les serres de Mantiqueira, d'Espinhaço, de Canastra i en el Parc Nacional del Caparaó, on hi ha terrenys localitzats per sobre dels 1700 metres. El punt més alt de l'estat és el Bec da Bandeira, amb 2.891,9 metres d'altitud, situat en la divisa amb l'estat de l'Espírito Santo.

### Hidrografia

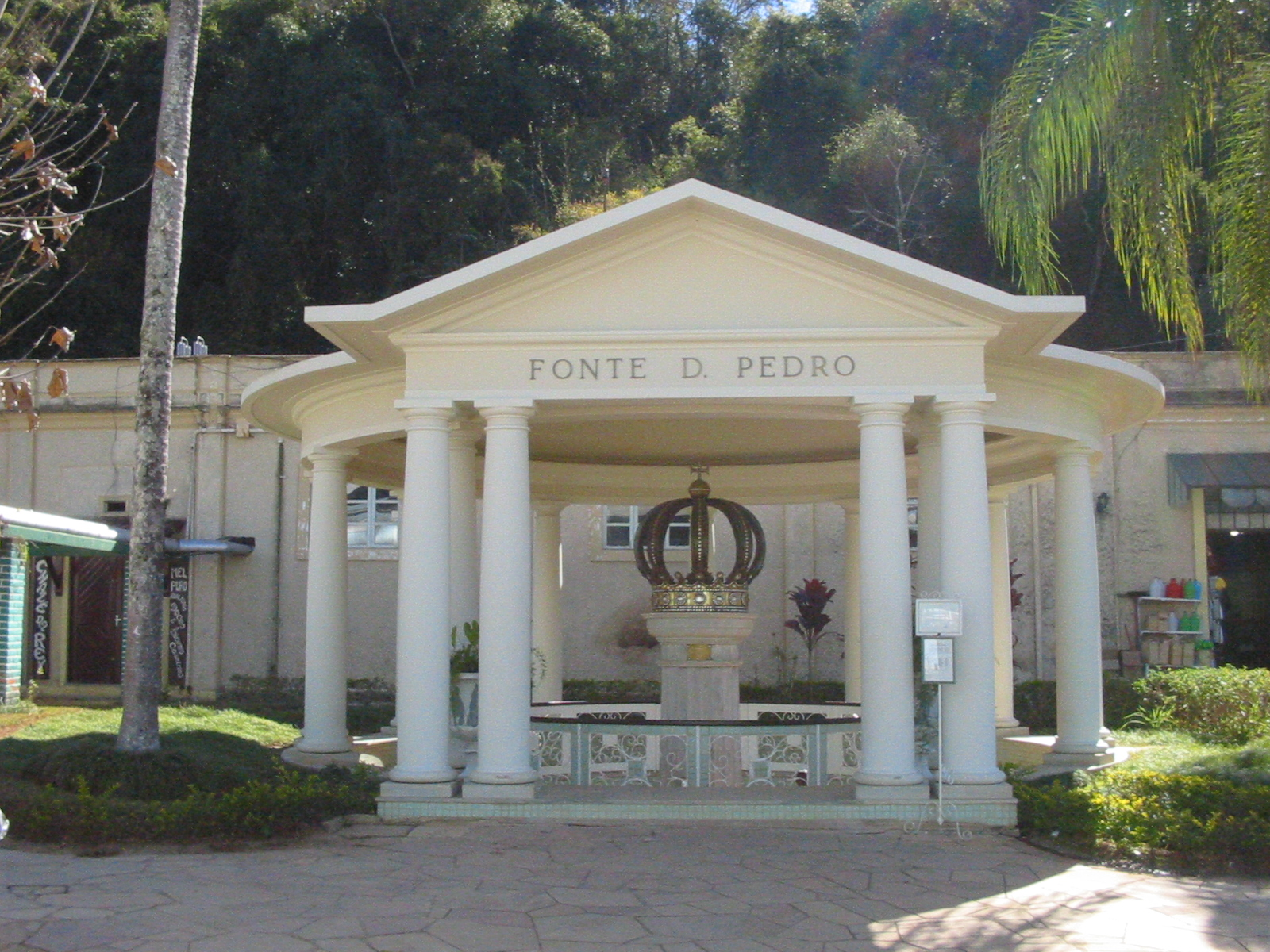
Font d'aigua mineral Dom Pedro I, en Caxambu.

Per la quantitat i importància dels rius que travessen Minas, l'estat rep el malnom de Caixa d'água do Brasil (dipòsit d'aigua del Brasil). És el lloc de naixement del riu São Francisco, vital per la subsistència de la regió nord-est del país; i dels rius Paranaíba i Grande, que formen posteriorment el riu Paraná, segona conca més important del continent.
A més, hi ha una gran quantitat de centrals hidroelèctriques a l'estat.

### Economia
L'estat és un important productor de cafè, soia, llet, carn i altres productes agropecuaris, i també de minerals: ferro, alumini, calcari entre d'altres. Actualment també la seva indústria és molt important: transformació mineral, siderúrgia (producció d'acer), electrònica, automòbils (Fiat, Iveco i Mercedes Benz posseeixen fàbriques a l'estat), a més de tèxtils, aliments i begudas.
Una altra activitat important és el turisme. A l'estat hi ha:
- Ciutats històriques del període colonial portugués, com Ouro Preto, Mariana, Sabará, Congonhas, Tiradentes i Diamantina, amb les seves esglésies, terrenys públics i cases ben conservades
- Balnearis d'aigües minerals, com Araxá, Poços de Caldas, Lambari, Caxambu i altres
- Paisatges naturals preservats en Parcs Nacionals i reserves: Parc Nacional del Caparaó, Parc Nacional de la Serra del Cipó, i uns altres.

## Educació
- Pontifícia Universidade Católica de Minas Gerais 10° 39′ S, 52° 57′ O / 10.65°S,52.95°O.[4][5]